# 韋科山
14°7′48″S 70°48′55″W / 14.13000°S 70.81528°W
韋科山（Hueco），是秘魯的山峰，位於該國南部庫斯科大區的坎奇斯省和普諾大區的梅爾加省，屬於安第斯山脈中韋爾卡努塔山脈的一部分，處於波馬諾塔山、哈通庫喬山、科查庫喬山和哈通薩利卡山西南面、克爾瓦科塔山東北面，海拔高度約5,200米。